# Média potência

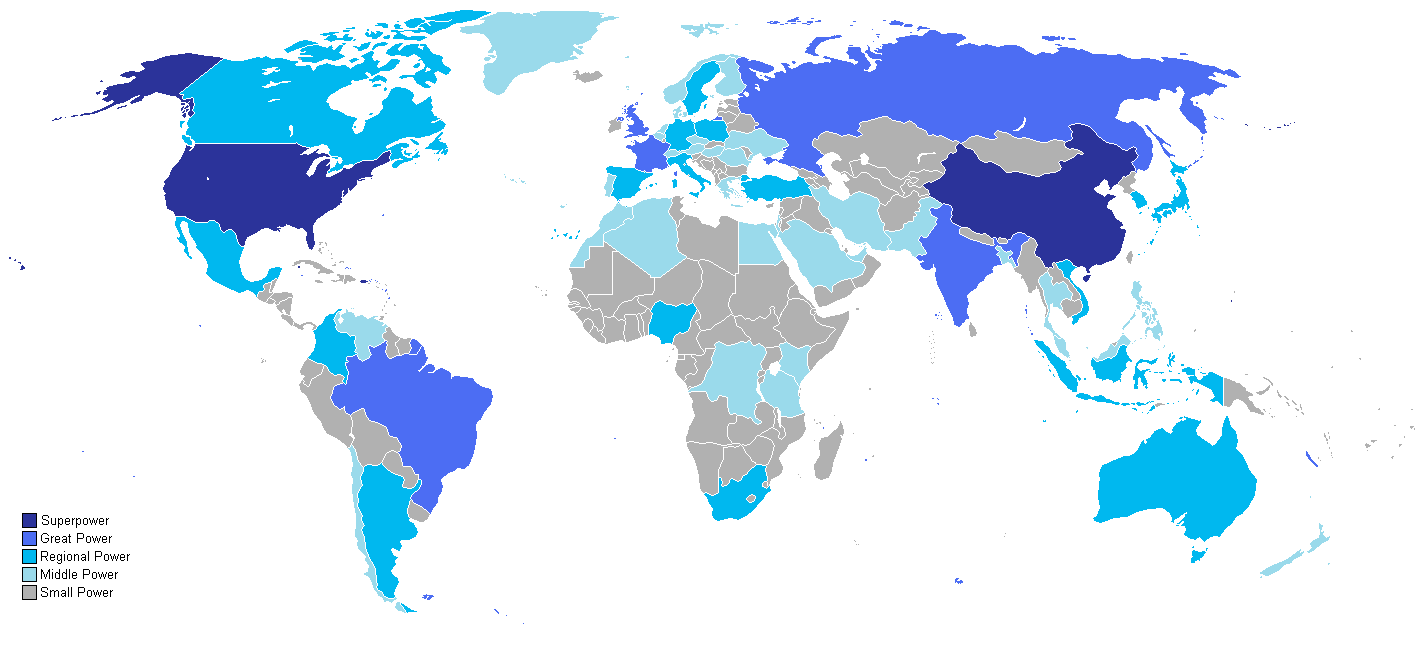
Mapa refletindo as categorias do poder nas relações internacionais.
Países frequentemente considerados Superpotências
Países frequentemente considerados Grandes potências
Países frequentemente considerados Potências regionais
Países frequentemente considerados Médias potências

Média potência ou Potência média é um termo usado no campo das relações internacionais para descrever os estados que não são superpotências ou grandes potências, mas que ainda assim têm influência internacional. Não há nenhuma definição específica de que os países possam ser médias potências.

## Globalmente
Economicamente, as médias potências são geralmente aquelas nações que têm influência sobre outros países mas não são consideradas grandes potências. Por exemplo, muitas vezes as médias potências são descritas como não sendo as cinco melhores economias mas possivelmente as trinta melhores. Contudo, a economia nem sempre é considerada o fator de definição.
Por baixo do sentido original do termo, uma média potência é aquela que têm algum grau de influência global, mas que não possui dominância sobre qualquer área. Contudo, este termo não é universal, e alguns definem o termo média potência para incluir nações que podem ser consideradas como potências regionais. Os dois termos são às vezes usados de modo trocável, embora as suas definições não sejam estritamente as mesmas.
As médias potências são caracterizadas pela lealdade a grupos, mas não a liderança deles. Assim como Canadá e Austrália são parte de coligações políticas de aliança conduzidas pelos Estados Unidos. Durante a Guerra Fria, médias potências não alinhados com qualquer uma das duas superpotências (Estados Unidos da América e a União das Repúblicas Socialistas Soviéticas) muitas vezes entravam para o Movimento Não-Alinhado para encontrar aliados internacionais. As médias potências geralmente são países mais engajados no multilateralismo.
Desde o fim da Guerra Fria, o papel das médias potências desbotou-se, já que o mundo não é mais formado pela rivalidade entra a OTAN e o Pacto de Varsóvia. As médias potências da Europa viraram a União Europeia, abandonando alguma soberania nacional mas mantendo influência em assuntos internacionais. O Canadá e a Austrália por outro lado, continuaram perseguindo uma aproximação econômica e laços de segurança com os Estados Unidos.

## As Médias potências
Lista não definida das médias potências
- Canadá
- Espanha
- México
- Países Baixos
- Ucrânia
- Polónia
- Austrália
- Bélgica
- Eslovênia
- Suécia
- Suíça
- Colômbia
- Portugal
- Arábia Saudita
- Egito
- Chéquia
- Nigéria
- Áustria
- Dinamarca
- Turquia
- Argentina
- Chile
- Coreia do Sul
- Tailândia
- África do Sul
- Indonésia
- Venezuela
- Roménia
- Noruega
- Finlândia
- Hungria
- Paquistão
- Argélia
- Irão